# أنخيل بيلو
أنخيل بيلو (9 يناير 1951 – 13 يونيو 2013) هو رامي أرجنتيني. تنافس في منافسات الفردي للرجال في دورة الألعاب الأولمبية الصيفية عام 1988.